# Кармакар, Дипа
Дипа Кармакар (бенг. দীপা কর্মকার, хинди दीपा कर्मकार; род. 9 августа 1993, Агартала) — индийская гимнастка. Чемпионка Национальных игр Индии 2011 года в абсолютном многоборье, вольных упражнениях, опорном прыжке, бревне и брусьях.
Кармакар стала известна, когда выиграла бронзовую медаль на Играх Содружества 2014 года в Глазго, став первой индийской гимнасткой, которая сделала это в истории Игр. Она также выиграла бронзовую медаль на чемпионате Азии по спортивной гимнастике и заняла пятое место на чемпионате мира по спортивной гимнастике 2015 года, что является уникальным достижением для Индии.
Кармакар представляла Индию на летних Олимпийских играх 2016 года в Рио-де-Жанейро, став первой индийской гимнасткой, которая когда-либо участвовала в Олимпийских играх, и первым гимнастом Индии за 52 года. Она заняла четвертое место в соревнованиях по спортивной гимнастике среди женщин в Рио с результатом 15,066.
В июле 2018 года Кармакар стала первой индийской гимнасткой, завоевавшей золотую медаль на международном соревновании, когда она заняла первое место в соревнованиях по прыжкам на Кубке Вызова в Мерсине.
Кармакар — одна из пяти женщин, которые успешно исполняли элемент «Продунова», названный в честь российской гимнастки. Он считается одним из самых сложных опорных прыжков, выполняемым в настоящее время в женской гимнастике.
Кармакар является лауреатом Падма Шри, четвертой высшей гражданской награды в Индии. За ее выступление на Олимпиаде в Рио-де-Жанейро в 2016 году правительство Индии присудило ей награду Раджив Ганди Кхел Ратна в августе 2016 года.

## Ранние годы и юниорская карьера
Родившись из Агартала в Трипуре, Кармакар начала свою школьную жизнь в Абхойнагар Назрул Смрити Видьялая; она начала заниматься гимнастикой, когда ей было 6 лет, и с тех пор ее тренируют Сома Нанди и Бисвешвар Нанди.
Когда она начала заниматься гимнастикой, у Кармакар были плоские ноги, нежелательная физическая черта в гимнастке. Благодаря обширным тренировкам она смогла развить свод в ноге.
В 2008 году она выиграла юниорский чемпионат Джалпайгури. С 2007 года Кармакар завоевала 77 медалей, в том числе 67 золотых, на государственных, национальных и международных чемпионатах. Она была частью индийского контингента гимнастики на Играх Содружества 2010 года в Дели.

## Взрослая карьера

### Ранняя взрослая карьера (2011—2013)
В феврале Кармакар участвовала в Национальных играх Индии 2011 года, представляя Трипуру. Она выиграла золотые медали в многоборье и во всех четырех соревнованиях: вольных упражнениях, опорном прыжке, бревне и разновысоких брусьях.

### Медали Игр Содружества и Азии и финалы Кубка мира (2014—2015)
В июле на Играх Содружества 2014 года Кармакар завоевала бронзовую медаль в финале женского опорного прыжка, во многом благодаря своему элементу «Продунова». Такой прыжок имеет сложность 7,00. Она получила средний балл за два прыжка 14,366. Она стала первой индийской женщиной, выигравшей медаль по спортивной гимнастике на Играх Содружества, и второй индийской женщиной после Ашиш Кумар.
На Азиатских играх 2014 года Кармакар финишировала четвертой в финале опорного прыжка с результатом 14,200, уступив Хун Ын Джон, Оксане Чусовитиной и Фан Тхи Ха Тхань.
На чемпионате Азии, проходившем в Хиросиме с 31 июля по 2 августа, Кармакар завоевала бронзу в женском прыжке, а также стала 8-й на бревне.
В октябре 2015 года Кармакар стал первым индийским гимнастом, прошедшим в финальный этап чемпионата мира по спортивной гимнастике. В отборочном раунде она набрала 14,900 баллов в прыжке, что позволило ей обеспечить место в финале, где она заняла 5-е место со средним баллом в двух прыжках 14,683.

### Олимпийские игры в Рио-де-Жанейро и дальнейшая карьера
10 августа 2016 года на Олимпийских тестовых соревнованиях 2016 года Кармакар стала первой женщиной-гимнасткой из Индии, прошедшей в финал соревнований по прыжкам с шестом на Олимпийских играх с результатом 14,833. Она не сумела завоевать бронзовую медаль, заняв четвертое место в финале соревнований со результатом 15,066 14 августа 2016 года в Центре гимнастики в Рио-де-Жанейро, Бразилия.
Кармакар — пятая женщина в истории гимнастики, которая исполнила прыжок «Продунова», оцениваемый 7,0 баллами по сложности. Таким образом, он является самым сложным в спортивной гимнастике среди женщин.

Кармакар получила травму во второй половине 2017 года; она повредила колено во время подготовки к чемпионату Азии по спортивной гимнастике 2017 года. В апреле того же года она перенесла операцию по коррекции передней крестообразной связки и не смогла участвовать ни в каких мероприятиях до конца соревновательного сезона. Она также снялась с отборочных соревнований к Играм Содружества 2018 года, сославшись на недостаточную готовность. Ее тренер сказал, что, хотя она снова стала здоровой, длительный процесс реабилитации ограничил ее подготовку.

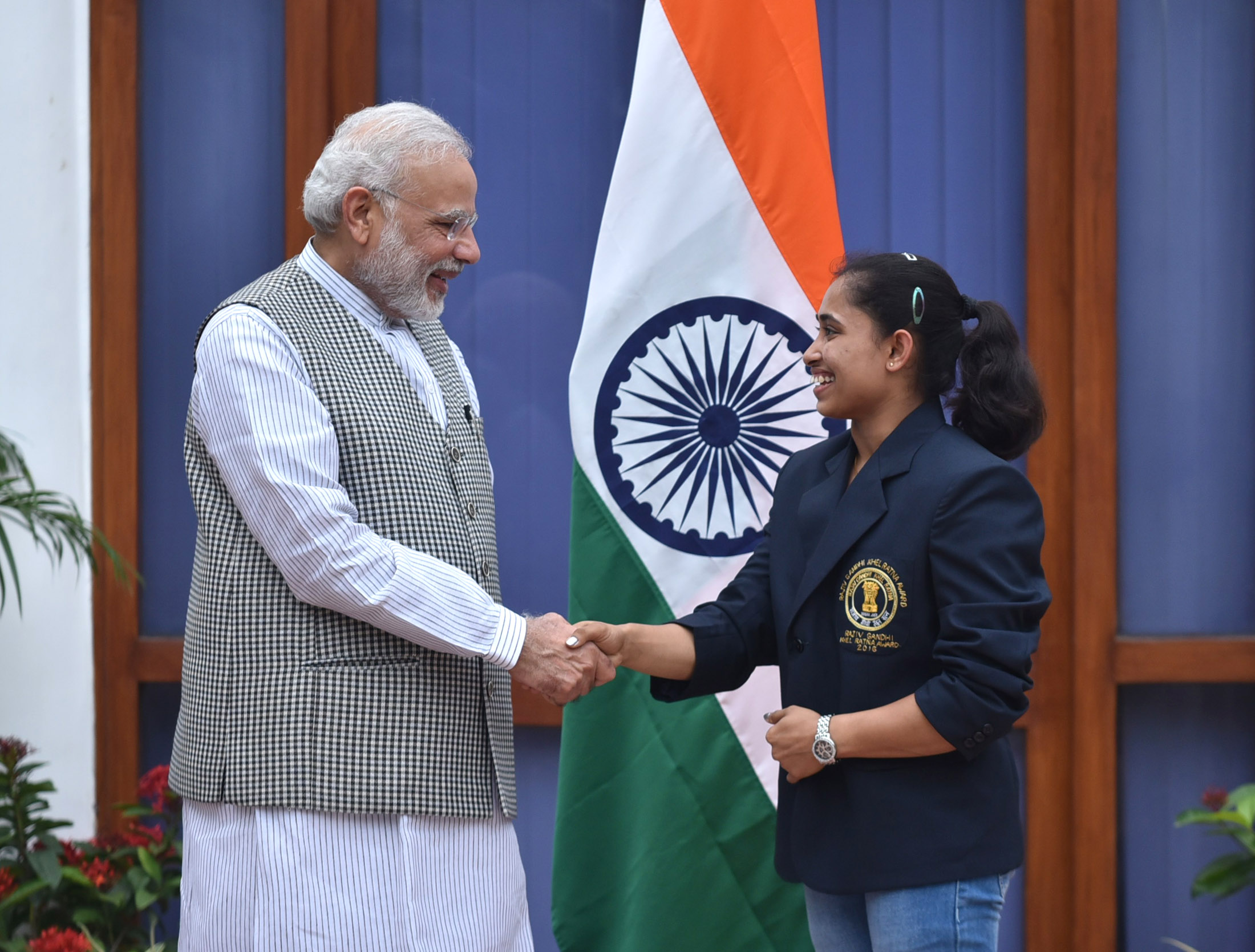
Нарендра Моди и Дипа Кармакар на церемонии вручения премии Раджив Ганди Кхел Ратна (2016)

Кармакар завоевала золотую медаль в опорном прыжке на Кубке мира по спортивной гимнастике в Мерсине в июле 2018 года. Таким образом, она стала первой индийской гимнасткой, завоевавшей золотую медаль на международном соревновании. В том же соревновании она вышла в финале на бревне, заняв четвертое место.
Кармакар не смогла выйти в финал в опорном прыжке на Азиатских играх 2018 года. Она повредила правое колено, на котором ей сделали операцию из-за травмы, и приземлилась во время тренировки перед ее участием в квалификации женщин в командном финале, а также в отдельных видах. Она также не завершила командный финал.

## Награды
- Премия имени Раджива Ганди Кхел Ратна (2016)
- Падма Шри (2017).
- 2017: список Forbes выдающихся достижений в Азии людей до 30 лет.[33]
- Премия Дроначарьи — ее тренеру Бишвешвару Нанди.[34]

## Спонсорство
С 2017 года Кармакар помогает Фонд GoSports в рамках Программы наставничества атлетов Рахула Дравида.